# Kazimír (okres Trebišov)
Kazimír je obec na Slovensku. Nachází se v Košickém kraji, v okrese Trebišov. V minulosti se nazývala Malý Kazimir/Veľký Kazimir, maďarsky Kiskázmér/Nagykázmér)
Obec leží v nadmořské výšce 180–280 m n. m. První písemná zmínka o obci pochází z roku 1264. K 31. 12. 2011 žilo v obci 860 obyvatel.